# Lermontov (město)
Lermontov (rusky Лермонтов) je město ve Stavropolském kraji v  Ruské federaci. Při sčítání lidu v roce 2010 měl přes dvaadvacet tisíc obyvatel.

## Poloha a doprava
Lermontov leží v jižní části Severního Kavkazu. V jeho okolí nazývaném Kavkazskije miněralnyje vody se nalézají lázeňská města Železnovodsk (na severu), Pjatigorsk (na jihovýchodě) a Jessentuki (na jihozápadě). Od Stavropolu, správního střediska kraje, je vzdálen přibližně dvě stě kilometrů jihovýchodně.
Východně od města prochází dálnice R217, která vede od obce Pavlovskaja ležící nedaleko Rostova na Donu přes Miněralnyje Vody a Pjatigorsk a dále přes Beslan, Nazraň, Grozný a Machačkalu až do Magaramkentu na ázebájdžánsko-ruské státní hranici.
Nejbližší letiště je v Miněralnyjich Vodách přibližně patnáct kilometrů severovýchodně.

## Dějiny
Lermontov byl založen v roce 1953 jako pracovní sídlo pro havíře těžící zdejší ložisko uranové rudy, na rozdíl od ostatních měst v okolí tedy nemá charakter lázeňského města.
V roce 1956 se stal městem pod názvem Lermontovskij, které bylo v roce 1967 změněno na Lermontov. Obě varianty názvu odkazují k básníkovi Michailovi Jurjevičovi Lermontovovi, který zemřel v nedalekém Pjatigorsku.
V období Sovětského svazu byl Lermontov uzavřeným městem.